# Maria Magdalena von Oettingen-Baldern
Gräfin Maria Magdalena von Oettingen-Baldern (* 1619; † 31. August 1688 in Baden-Baden) war die zweite Ehefrau des Markgrafen Wilhelm von Baden (1593–1677).
Maria Magdalena war eine Tochter des Grafen Ernst I. von Öttingen zu Baldern (1584–1626) und dessen Gemahlin Gräfin Katharina von Helfenstein-Wiesensteig (1589–1638). Sie heiratete 1650 in Wien den Markgrafen Wilhelm von Baden-Baden.
Folgende Kinder gingen aus der Ehe hervor:
- Philipp Franz Wilhelm (* 1652 in Baden-Baden; † 1655)
- Maria Anna Wilhelmine (* 8. September 1655 in Baden-Baden; † 22. August 1702) ⚭ 1680 Fürst Ferdinand August von Lobkowitz (1655–1715)
- Karl Bernhard (* 1657 in Baden-Baden; † 1678), gefallen in Rheinfelden
- Eva
- Marie

Die Gräfin Maria Magdalena von Oettingen-Baldern war die Erzieherin des zukünftigen Markgrafen Ludwig Wilhelm von Baden, nachdem dessen Mutter nicht mit ihrem Mann an den badischen Hof ziehen wollte und der Sohn des Markgrafen Wilhelm, Ferdinand Maximilian von Baden seinen drei Monate alten Sprössling aus Paris von seiner Mutter entführte. 
| Personendaten    | Personendaten                                |
| ---------------- | -------------------------------------------- |
| NAME             | Oettingen-Baldern, Maria Magdalena von       |
| KURZBESCHREIBUNG | zweite Frau des Markgrafen Wilhelm von Baden |
| GEBURTSDATUM     | 1619                                         |
| STERBEDATUM      | 31. August 1688                              |
| STERBEORT        | Baden-Baden                                  |